# Spafford
Spafford es un pueblo ubicado en el condado de Onondaga en el estado estadounidense de Nueva York. En el año 2000 tenía una población de 1,661 habitantes y una densidad poblacional de 19.5 personas por km².

## Geografía
Spafford se encuentra ubicado en las coordenadas 42°49′58″N 76°18′6″O / 42.83278, -76.30167.

## Demografía
Según la Oficina del Censo en 2000 los ingresos medios por hogar en la localidad eran de $53,553 y los ingresos medios por familia eran $61,250. Los hombres tenían unos ingresos medios de $41,515 frente a los $31,071 para las mujeres. La renta per cápita para la localidad era de $24,014. Alrededor del 5.2% de la población estaban por debajo del umbral de pobreza.